# Antony Tudor
Antony Tudor, pseudonimo di William Cook (Londra, 4 aprile 1908 – New York, 19 aprile 1987), è stato un ballerino, coreografo e insegnante britannico.

## Biografia
Nato nell'est di Londra, terra del dialetto cockney, Tudor scoprì la danza per caso. Iniziò a danzare professionalmente con Marie Rambert nel 1928, diventando il suo assistente generale per il Ballet Club l'anno successivo.
Fu un coreografo davvero precoce: a soli ventitré anni creò Cross Garter'd, poi Lysistrata,The Planets  e altri lavori allestiti al piccolo Mercury Theatre e prima dei trent'anni creò i suoi lavori più rivoluzionari e famosi, Jardin Aux Lilas (Lilac Garden) e Dark Elegies, danzando lui stesso i ruoli principali.
Nel 1938 fondò il London Ballet con alcuni membri del Rambert, inclusi il suo futuro partner di una vita, Hugh Laing, Andreé Howard e Agnes de Mille ma allo scoppio della Seconda guerra mondiale, nel 1940, fu invitato con loro a New York per unirsi all'appena riorganizzata compagnia del Ballet Theater diretta da Richard Pleasant e Lucia Chase. La compagnia di Chase sarebbe in seguito diventata l'American Ballet Theatre, con il quale Tudor fu legato per il resto della sua vita.  Fu il coreografo stabile del Ballet Theater per dieci anni e qui allestì  alcuni dei suoi primi lavori ma mise anche in scena nuovi balletti tra i quali: Pillar of Fire, Romeo and Juliet, Dim Lustre e Undertow. Ritiratosi dalla danza nel 1950, diresse la facoltà del Metropolitan Opera Ballet School, insegnò alla Juilliard School e fu direttore artistico per il Balletto Reale Danese dal 1963 al 1964.
Per il New York City Ballet coreografò tre lavori e continuò la sua carriera di insegnante come professore di Tecnica del Balletto presso il Dipartimento della danza all'università della California a partire dal 1973, lavoro però che Tudor dovette ridurre causa condizioni di salute critiche.
Nel 1974 si unì di nuovo all'American Ballet Theatre come direttore artistico associato, creando, nel 1978,  The Leaves Are Fading e Tiller In the Fields, il suo ultimo lavoro importante.
Tudor fu insignito di molti premi tra i quali la medaglia alle arti creative della Brandeis University,  i riconoscimenti del  Dance Magazine e Capezio, l'Handel Medallion di New York e altri.
Il coreografo, assieme a George Balanchine, ha contribuito a trasformare il balletto in una moderna forma d'arte. Il suo lavoro di solito viene considerato un'espressione "psicologica" dei giorni nostri ma austera, elegante e nobile come il suo creatore.
Un disciplinato buddista Zen, Tudor morì il lunedì di Pasqua nella sua residenza al First Zen Institute of America.

## Opere principali
- Lysistrata (1932)
- Adam and Eve (1932)
- The Planets (1934)
- The Descent of Hebe (1935)
- Jardin Aux Lilas (1936)
- Dark Elegies (1937)
- Judgement of Paris (1938)
- Soirée musicale (1938)
- Gala Performance (1938)
- Time Table (1938)
- Pillar of Fire (1942)
- Romeo and Juliet (1943)
- Dim Lustre (1943)
- The Day Before Spring (1945)
- Undertow (1945)
- Shadow of the Wind (1948)
- Nimbus
- Lady of the Camellias (1951)
- The Glory (La Gloire) (1952)
- Echoing of Trumpets (1963)
- Shadowplay (1967)
- The Leaves are Fading (1975)
- The Tiller in the Fields (1978)